# Stalinpreis

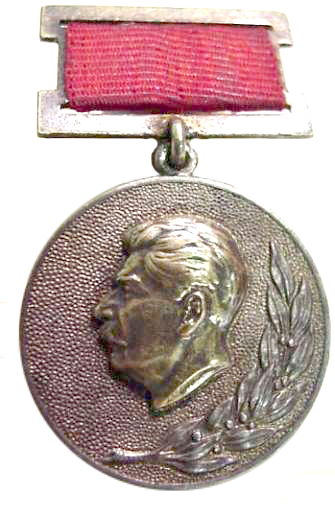
Medaille für Träger des Stalinpreises, Avers

Der Stalinpreis war eine staatliche Auszeichnung der Sowjetunion, die von 1941 bis 1954 vergeben wurde und nach Josef Stalin benannt war.

## Geschichte
Der in drei Stufen vergebene Stalinpreis wurde am 20. Dezember 1939 als höchste zivile Auszeichnung der Sowjetunion geschaffen, um herausragende Leistungen auf wissenschaftlichem, literarischem, künstlerischem oder musikalischem Gebiet zu würdigen. Er ersetzte damit gewissermaßen den von 1925 bis 1935 verliehenen Leninpreis, der ebenfalls dreistufig war.
Für die Auswahl der Preisträger existierte eine Kommission für die Verleihung des Stalinpreises. Häufig wurde der Preis für Einzelwerke eines Künstlers verliehen. Zur Verleihung des Stalinpreises gehörten eine tragbare Medaille, eine Urkunde und eine Geldzuwendung.
Stalin starb 1953, worauf die Verleihung des Stalinpreises 1954 eingestellt wurde. Im Zuge der aufkommenden Entstalinisierung wurde der Preis in der Öffentlichkeit als Leninpreis bezeichnet, ehe 1966 als höchste zivile Auszeichnung der Sowjetunion der Staatspreis der UdSSR eingeführt wurde. Ab den 1960er Jahren wurde der Stalinpreis rückwirkend als Staatspreis und dementsprechend seine Träger als Staatspreisträger bezeichnet.

## Träger (Auswahl)

### 1941
- Grigori Alexandrow: Filme Zirkus, Wolga, Wolga
- Nikolai Assejew: Poem Majakowski beginnt
- Nikolai Burdenko: Neurochirurgie
- Isaak Dunajewski: Filmmusik für Zirkus und Wolga-Wolga
- Üzeyir Hacıbəyov: Oper Ker oghlu
- Aram Chatschaturjan: Violinkonzert d-Moll
- Nikolai Mjaskowski: Symphonie Nr. 21 fis-Moll op.51
- Juri Schaporin: Kantate Auf dem Kulikower Feld
- Dmitri Schostakowitsch: Klavierquintett g-Moll op.57
- Michail Scholochow: Literatur
- Wjatscheslaw Tischtschenko: Chemie
- Dmitri Tschetschulin: Architektur
- Pawlo Tytschyna: Literatur
- Andrei Kolmogorow: Mathematik
- Pjotr Kapiza: Physik
- Sergei Sobolew: Mathematik
- Dmitri Maksutow: astronomische Optik
- Wladimir Obrutschew: Geologie
- Nikolai Pogodin: Schriftsteller
- Alexander Gerassimow: Gemälde J. W. Stalin und K. Je. Woroschilow im Kreml
- Oleksandr Bohomolez: Medizin
- Galina Ulanowa: Ballett
- Marina Ladynina: für den Film Junges Leben
- Boris Ioganson: für das Bild An der alten Ural-Fabrik (1937)
- Wera Muchina: Skulptur Arbeiter und Kolchosbäuerin
- Michail Romm: Filme Lenin im Oktober, Lenin 1918
- Iwan Winogradow: Mathematik

### 1942
- Alexander Alexandrow: Mathematik
- Tichon Chrennikow: Filmmusik für Der Schweinehirt und der Schafhirt
- Dmitri Schostakowitsch: 7. Symphonie (Leningrader Symphonie) C-Dur op.60
- Simon Dschanaschia: georgische Frühgeschichte
- Ilja Ehrenburg: Literatur
- Nikolai Astrow: Leichter Panzer T-60
- Iwan Grawe: Grundlagenforscher zur Ballistik der Artillerie und Raketenwaffen
- Marina Ladynina: für den Film Sie trafen sich in Moskau
- Samuil Marschak: für Texte zu militärischen Plakaten und antinazistischen Karikaturen
- Sergei Bernstein: Mathematik
- Abram Joffe: Physik
- Leonid Mandelstam: Physik
- Mstislaw Keldysch: zur Lösung des damals akuten Problems des bei Flugzeugen auftretenden Flügelflatterns
- Nikolai Selinski: Chemie
- Alexander Fersman: Mineraloge
- Jakub Parnas: Biochemie
- Alexei Abrikossow: Pathologe
- Wladimir Nemirowitsch-Dantschenko: Theaterregisseur
- Igor Moissejew: Balletttänzer und Choreograf

### 1943
- Pawel Alexandrow: Mathematik
- Muchtar Aschrafi: Symphonie Nr. 1 Heroische
- Aram Chatschaturjan: Gayaneh, Ballettmusik
- Pjotr Kapiza: Physik
- Leonid Leonow
- Sergei Prokofjew: Klaviersonate Nr. 7 B-Dur op.83
- Wissarion Schebalin: Streichquartett Nr. 5
- Lina Stern: Mitglied der Russischen Akademie der Wissenschaften
- Alexei Tolstoi: Der Leidensweg
- Nikolaj Astrow: Leichter Panzer T-70
- Wera Muchina: Skulpturen
- Sergei Wawilow: Physik
- Leonid Leibenson
- Michail Pawlow: Metallurg
- Alexei Speranski: Medizin
- Isaak Minz: Historiker
- Alexander Gerassimow: Gemälde Hymne an den Oktober
- Matwei Maniser: Kosmodemjanskaja-Denkmal
- Pjotr Kontschalowski: Maler

### 1945
- Sergei Eisenstein: Film, für Iwan der Schreckliche (Teil I)
- Mykola Baschan: Literatur, für In den Tagen des Krieges
- Alexander Fadejew: Literatur, für Die junge Garde
- Weniamin Kawerin: Literatur, für Zwei Kapitäne
- Wanda Wasilewska: Literatur, für Regenbogen über dem Dnjepr
- Walentin Woino-Jassenezki: Medizin, für Aufsätze über eitrige Medizin

### 1946
- Leo Arnstam: Filmregisseur
- Oleksandr Brodskyj: Chemie und Physik
- Emil Gilels
- Samuil Feinberg: Klavierkonzert Nr. 2
- Reinhold Glière: Konzert für Koloratursopran und Orchester
- Dmitri Kabalewski: Streichquartett Nr. 2
- Qara Qarayev und Cövdət Hacıyev: Oper Das Mutterland
- Aram Chatschaturjan: Symphonie Nr. 2 e-Moll
- Tichon Chrennikow: Filmmusik Um 6 Uhr nach dem Krieg
- Borys Ljatoschynskyj: Ukrainisches Quartett
- Wano Muradeli: Symphonie Nr. 2
- Nikolai Mjaskowski: Streichquartett Nr. 9 d-Moll op.62
- Gawriil Popow: Symphonie Nr. 2
- Sergei Prokofjew: 5. Symphonie – Klaviersonate Nr. 8 – Cinderella-Ballett
- Juri Schaporin: Die Legende von der Schlacht um die russische Erde, Oratorium
- Andrei Schtogarenko: Symphonie Meine Ukraine
- Georgi Swiridow: Klaviertrio
- Wera Panowa: Literatur, für Weggenossen
- Samuil Marschak: Literatur, für Die zwölf Monate
- Perez Markisch: Literatur
- Iwan Obreimow: Wissenschaft
- Nikolai Rakow:  Violinkonzert Nr. 1 e-Moll
- Dmitri Maksutow: astronomische Optik
- Wladimir Wiese: Ozeanografie
- Jewgeni Tarejew: Medizin
- Galina Ulanowa: Ballett, für Titelrolle Cinderella
- Marina Ladynina: für den Film Um 6 Uhr abends nach Kriegsende
- Wera Muchina: Skulptur Alexei Krylow
- Michail Romm: für Film Mensch Nr. 217
- Wera Rosenberg: T-34-Turm

### 1947
- Leo Arnstam: Filmregisseur
- Simon Dschanaschia: georgische Geschichte
- Sergei Prokofjew: Sonate Nr. 1 f-Moll op.80 für Violine und Klavier
- Alexander Ptuschko: für Film Die steinerne Blume
- Wissarion Schebalin: Moskau, Kantate
- Sergei Wassilenko: Oper Mirandolina
- Wera Panowa: Literatur, für Menschen aus Krushilicha
- Galina Ulanowa: Ballett, für Titelrolle Romeo und Julia

### 1948
- Boris Andrejew: für seine Filmrolle in Das Lied von Sibirien
- Boris Assafjew: Musiktheorie, Glinka (Monographie)
- Boris Barnet: Filmregisseur und Schauspieler
- Ilja Ehrenburg: Roman Sturm
- Reinhold Glière: Streichquartett Nr. 4
- Kamil Jarmatow: für den Film Der Dichter Alischer Nawoi
- Leonid Witaljewitsch Kantorowitsch: physikalisch-mathematische Wissenschaften[1]
- Kara Karajew: Leyli und Majnun, symphonische Dichtung
- Anatoli Rybakow: Literatur, für Der Marinedolch
- Nikolai Bernstein: Wissenschaft, Monographie Über den Aufbau der Bewegung
- Tichon Sjomuschkin: Literatur, für Brand in der Polarnacht
- Michail Bubenow: Literatur, für Die weiße Birke
- Boris Sergejewitsch Romaschow: für das Stück Die große Kraft (1947)
- Marina Ladynina: für den Film Das Lied von Sibirien
- Wladimir Pugatschow: Mathematik
- Michail Romm: für den Film Die russische Frage
- Herbert Rappaport: Film Leben in der Zitadelle (OT: Schisn' w zitadeli)
- Walentin Iwanowitsch Kostyljow: für die Romantrilogie "Iwan Grosny", (1943–1947)

### 1949
- Fikret Amirow: Symphonische Mugamen Nr. 1 und 2
- Alexander Arutjunjan: Kantate von der Heimat
- Boris Butoma: Schiffsbau
- Dmitri Kabalewski: Violinkonzert C-Dur op.48
- Fjodor Gladkow: Literatur, für Meine Kindheit
- Georgi Gulia: Literatur, für Frühling in Saken
- Wera Panowa: Literatur, für Helles Ufer
- Wassili Aschajew: Literatur, für Fern von Moskau
- Michail Kalaschnikow: Ingenieurwesen
- Nonna Mordjukowa: Schauspielerin, für die Rolle im Film Die junge Garde
- Anatoli Iwanow-Smolenski: Wissenschaft, Monographie Grundzüge der Pathophysiologie der höheren Nerventätigkeit
- Nikolaus Riehl: Kernforschung
- Pawel Abrossimow: Architektur
- Samuil Marschak: für die Übersetzungen von Shakespeares Sonetten
- Michail Romm: für Dokumentarfilm Wladimir Iljitsch Lenin

### 1950
- Grigori Alexandrow: Film Begegnung an der Elbe
- Boris Andrejew: für seine Filmrolle in Padenije Berlina
- Reinhold Glière: Der eherne Reiter
- Nikolai Mjaskowski:  Violoncellosonate Nr. 2 a-Moll op.81
- Dmitri Schostakowitsch: Das Lied von den Wäldern, Filmmusik zu Der Fall von Berlin
- Alexander Tschakowski, Roman Bei uns ist schon Morgen
- Wladimir Obrutschew: Geologie
- Wiktor Hambardsumjan und Benjamin Markarjan: Astronomie
- Wsewolod Wischnewski für  Das unvergessliche Jahr 1919
- Galina Ulanowa: Ballett, für Rolle in Der rote Mohn
- Arkadi Jerussalimski: Geschichte, für Die Aussenpolitik und die Diplomatie des Deutschen Imperialismus Ende des 19. Jahrhunderts

### 1951
- Arno Babadschanjan: Heroische Ballade
- Heinz Barwich: Nuklearphysiker, Mitarbeit an der sowjetischen Atombombe
- Gersch Budker: Kernphysik
- Isaak Dunajewski: Filmmusik für Die Kubankosaken
- German Galynin: Episches Poem
- Nikolai Grizenko: Schauspieler
- Gustav Hertz: Physiker, Mitarbeit an der sowjetischen Atombombe
- Dmitri Kabalewski: Oper Die Familie Taras
- Berdy Kerbabajew: Literatur für Aisoltan. – Aus dem Lande des Weißen Goldes
- Boris Kogan: Physik
- Nikolai Mjaskowski:  Symphonie Nr. 27 c-Moll op.85 – Streichquartett Nr. 13 a-Moll op.86
- Sergei Prokofjew: Oratorium Auf Friedenswacht
- Otar Taktakischwili: Symphonie Nr. 1 a-Moll
- Anatoli Rybakow: Literatur für Menschen am Steuer
- Juri Trifonow: Literatur für Studenten
- Wolodymyr Bjeljajew: Literatur, für Die alte Festung. Trilogie
- Aleksi Matschawariani: Musik
- Ding Ling: Literatur für Die Sonne über dem Sanggan
- Nikolai Baranski: Wirtschaftsgeographie der UdSSR. Moskau 1950.
- Galina Nikolajewa: Roman Ernte
- Rostislaw Alexejew: Tragflügelbootkonstruktion
- Nikolaj Astrow: Panzerkonstruktion
- Marina Ladynina: für den Film Kubankosaken
- Samuil Marschak: für das Kinderbuch Gedichte für Kinder
- Nikolai Pogodin: Schriftsteller
- Boris Ioganson: für das Bild Lenins Auftritt auf dem III. Komsomol-Kongress
- Wera Muchina: Skulptur
- Michail Romm: für den Film In geheimer Mission
- Pietro Nenni: für den Kampf für den Frieden
- Herbert Rappaport: Film Alexandr Popow

### 1952
- Schäken Aimanow: Theater
- Muchtar Aschrafi
- Wladimir Gribkow: Theater
- Iwan Jefremow: Taphonomie (Fossilisationslehre)
- Juri Schaporin: Romanzen für Singstimme und Klavier
- Dmitri Schostakowitsch: Zehn Poeme nach Revolutionsgedichten für gemischten Chor a cappella – opus 88
- Andrei Schtogarenko: In Erinnerung an Lesya Ukrainka, Symphonische Suite
- Otar Taktakischwili: Klavierkonzert Nr. 1 c-Moll
- Leon Theremin: Wissenschaft
- Wera Muchina: Skulptur Maxim Gorki
- Michail Kusnezow: Film Gesprengte Fesseln
- Olena Visjulina: Botanik
- Herbert Rappaport: Film Valgus Koordis

### 1953
- Manfred von Ardenne: Mitarbeit an der sowjetischen Atombombe
- Wilhelm Fischer: Mitarbeit an sowjetischer Raketentechnik
- Bruno Golecki: Mitarbeit an sowj. Raketentechnik, Erhöhung der Zielgenauigkeit durch Steuerung mit Vorhalt
- Pablo Neruda: Einsatz für Konsolidierung des Friedens unter den Völkern; späterer Nobelpreisträger (1971)
- Igor Semjonowitsch Panassjuk, Kernreaktorentwicklung

### 1954
- Bertolt Brecht: Literatur[2]
- Andrei Sacharow: Physik
- Igor Tamm: Physik
- Igor Kurtschatow: Physik